# Piaggio P.149
Letalo Piaggo P.149 je italijansko šolsko vojaško letalo iz petdesetih let, ki ga je proizvajal Piaggo Aero in licenčno nemški Focke-Wulf z oznako FWP.149D.

## Zgodovina
Model P.149 je bil razvit iz modela P.148. P.149 je nizkokrilno šolsko letalo z uvlačljivim podvozjem, trikrakim propelerjem s konstantnimi vrtljaji za štiri osebe. Prvi polet je opravil 19. junija 1953, v Italiji so prodali zelo malo civilnih izvedenk. Večji uspeh je Piaggio imel z dobavo 72 letal Vojnemu letalstvu Nemčije, nadaljnjih 190 pa je licenčno proizvedel Focke-Wulf z oznako FWP.149D.
Letalo je uporabljalo Vojno letalstvo Nemčije v šolske namene med letoma 1957 in 1984.

## Uporaba
Nemčija
- Vojno letalstvo Nemčije

 Niger
- Vojno letalstvo Nigerije

 Švica
- Swissair

 Tanzanija
- Vojno letalstvo Tanzanije

 Uganda
Vojno letalstvo Ugande